# Włodawa (district)
Włodawa (powiat włodawski) is een Pools district (powiat) in de woiwodschap Lublin. Het district heeft een oppervlakte van 1256,27 km² en telt 39.457 inwoners (2014). De enige stad is Włodawa.
Stadsdistricten:
Biała Podlaska · Chełm · Lublin · Zamość

Districten:
Biała Podlaska · Biłgoraj · Chełm · Hrubieszów · Janów Lubelski · Krasnystaw · Kraśnik · Lubartów · Lublin · Łęczna · Łuków · Opole Lubelskie · Parczew · Puławy · Radzyń · Ryki · Świdnik · Tomaszów Lubelski · Włodawa · Zamość